# 화순오성초등학교
화순오성초등학교는 대한민국 전라남도 화순군에 있는 공립 초등학교이다.

## 학교 연혁
- 1945년 11월 10일: 화순오성국민학교 개교

## 참고 자료
- 화순오성초등학교 - 한국교육학술정보원 학교알리미